# Minuskel 69
Minuskel 69 (in der Nummerierung nach Gregory-Aland), δ 505 (von Soden) ist eine griechische Minuskelhandschrift des Neuen Testaments. Die Handschrift besteht aus 122 Papier- und 91 Pergamentblättern (37,8 × 27 cm). Mittels Paläographie wurde das Manuskript auf das 15. Jahrhundert datiert. Es wurde mit einer Spalte je Seite mit je 37–38 Zeilen geschrieben.

## Beschreibung
Der Kodex enthält das vollständige Neue Testament mit Lücken (Matt 1,1-18,15; Apostelgeschichte 10,45-14,17; Judas 7-25; Offenbarung 19,10-22,21). Die Reihenfolge der Bücher ist Paulusbriefe, Apostelgeschichte, Katholische Briefe, Offenbarung des Johannes und Evangelien.
Sie enthält Listen der κεφαλαια, lateinische κεφαλαια, Unterschriften,
und ein nichtbiblisches zusätzliches Material wie: Eine Erklärung der Prinzipien und der Sieben Konzile, das Leben der Apostel, Grenzen der fünf Patriarchen (wie Kodex 211 und 543).

## Text des Kodex
Der griechische Text der Evangelien repräsentiert den Cäsareanischen Texttyp. Aland ordnete ihn in Kategorie III ein. Die restlichen Bücher des Neuen Testaments in diesem Kodex repräsentieren den Byzantinischen Texttyp. Aland ordnet ihn in Kategorie V ein. Er gehört zusammen mit den Handschriften 13, 124, 174, 230, 543, und anderen zur Textfamilie f13.

## Geschichte des Kodex
Die Handschrift wurde zu George Neville, Erzbischof York (1465–1472) präsentiert. Sie gehörte William Chark (oder Charc), und dann Thomas Hayne. Die Handschrift wurde durch John Mill kollationiert, und durch Johann Jakob Wettstein, Samuel P. Tregelles, Frederick Henry Ambrose Scrivener, Abbott, und Rendel Harris untersucht.
Der Kodex befindet sich an der Leicestershire Record Office (Cod. 6 D 32/1) in Leicester.